# 4-Carboxybenzaldehyd
4-Carboxybenzaldehyd ist eine chemische Verbindung aus der Gruppe aromatischen Aldehyde (Benzaldehyd-Derivate) und eine aromatische Carbonsäure (Benzoesäure-Derivat).

## Gewinnung und Darstellung
4-Carboxybenzaldehyd entsteht als Zwischenprodukt bei der Luftoxidation von  p-Xylol zu Terephthalsäure.

## Eigenschaften
4-Carboxybenzaldehyd ist ein weißer geruchloser Feststoff, der löslich in Wasser ist.

## Verwendung
4-Carboxybenzaldehyd kann als Reagenz bei der Veresterung von 2,2,6,6,6-Tetramethyl-4-oxopiperidinyl-1-oxyl zu 4-Hydroxy-2,2,6,6-tetramethylpiperidin-1-oxyl-4-formylbenzoat verwendet werden. Es kann auch zur Synthese von säurefunktionalisiertem mesoporösem Silikon-Katalysatoren durch Kondensation seiner Aldehydgruppe mit -NH2 aminfunktionalisiertem Silikon verwendet werden.